# Colette Ripert
Pour les articles homonymes, voir Ripert.
Colette Ripert est une actrice française née le 17 janvier 1930 à Pernes-les-Fontaines dans le Vaucluse et morte le 15 mai 1999 à Paris dans le 15e.

## Filmographie

### Cinéma
- 1945 : Trente et quarante de Gilles Grangier
- 1945 : Leçon de conduite de Gilles Grangier
- 1945 : Tant que je vivrai de Jacques de Baroncelli
- 1945 : Sylvie et le Fantôme de Claude Autant-Lara
- 1946 : L'Ennemi sans visage de Robert-Paul Dagan et Maurice Cammage
- 1946 : Ploum ploum tra la la de Robert Hennion
- 1947 : Les jeux sont faits de Jean Delannoy
- 1947 : Éternel Conflit de Georges Lampin
- 1949 : Occupe-toi d'Amélie de Claude Autant-Lara
- 1950 : La Dame de chez Maxim de Marcel Aboulker
- 1950 : Le Roi des camelots d'André Berthomieu
- 1950 : La Peau d'un homme de René Jolivet
- 1951 : Les Quatre Sergents du Fort Carré d'André Hugon : Catherine
- 1951 : Les Surprises d'une nuit de noces de Jean Vallée
- 1953 : Faites-moi confiance de Gilles Grangier
- 1954 : J'avais sept filles de Jean Boyer
- 1954 : À toi de jouer Callaghan de Willy Rozier
- 1955 : Pas de pitié pour les caves de Henry Lepage
- 1955 : Trois de la Canebière de Maurice de Canonge
- 1957 : Arènes joyeuses de Maurice de Canonge
- 1958 : Amour, autocar et boîtes de nuit de Walter Kapps
- 1959 : Brigade des mœurs de Maurice Boutel
- 1960 : Interpol recherche - (Han matado a un cadaver) de Julio Salvador
- 1973 : Robin des Bois - (Robin Hood) de Wolfgang Reitherman - dessin animé, voix Française de Maman Souris -
- 1976 : Cours après moi que je t'attrape de Robert Pouret
- 1986 : Twist again à Moscou de Jean-Marie Poiré

### Télévision
- 1965 : En votre âme et conscience, épisode : La canne à épée de  Marcel Cravenne
- 1967: Rue Barrée, feuilleton : La femme du docteur
- 1969 : La Passion d'Anne-Catherine Emmerich (série Le Tribunal de l'impossible), de Michel Subiela
- 1971 : Au théâtre ce soir : Romancero de Jacques Deval, mise en scène Raymond Gérôme, réalisation Pierre Sabbagh, Théâtre Marigny
- 1973 : Au théâtre ce soir : Pique-nique en ville de Georges de Tervagne, mise en scène Jacques-Henri Duval, réalisation Georges Folgoas, Théâtre Marigny

## Théâtre
- 1947 : La Perverse Madame Russel de Joan Morgan, mise en scène Alfred Pasquali, Théâtre Verlaine
- 1949 : À Paris de Francis Lemarque mise en scène Jean-Claude Deret, Théâtre Charles de Rochefort
- 1949 : Le Don d'Adèle de Pierre Barillet et Jean-Pierre Grédy, mise en scène Jacques Charon, Nice, Comédie Wagram
- 1952 : La Feuille de vigne de Jean-Bernard Luc, mise en scène Pierre Dux, Théâtre de la Madeleine
- 1959 : Oscar de Claude Magnier, mise en scène Jacques Mauclair, Théâtre des Célestins
- 1966 : Drôle de couple de Neil Simon, mise en scène Pierre Mondy, Théâtre de la Renaissance
- 1969 : Occupe-toi d'Amélie de Georges Feydeau, mise en scène Jacques Charon, Théâtre de la Madeleine
- 1971 : Oscar de Claude Magnier, mise en scène Pierre Mondy, Théâtre des Célestins
- 1973 : Nid d'embrouilles de Claude Magnier, mise en scène François Guérin,   Théâtre des Nouveautés